# È arrivato Lemmy Caution
È arrivato Lemmy Caution (titolo originale Dames don't care) è un romanzo giallo scritto da Peter Cheyney pubblicato nel 1947 in Italia, nella collana Il Giallo Mondadori.

## Trama
Lemmy Caution, un agente federale, si trova a dover indagare in un intricato giro di falsari. L'indagine lo porterà a Palm Springs, dove si troverà a dover stanare i colpevoli di due omicidi uno dei quali lo riguarda da vicino, collegate all'indagine di cui si occupa

## Personaggi
- Lemmy Caution: agente federale
- Granworth Aymes : agente di borsa
- Henriette Charlsworth: moglie di Granworth
- Langdon Burdell: segretario di Granworth
- Pereira: direttore di un hotel-casinò
- Jeremy Sagers: agente federale di Los Angeles
- Fernandez: frequentatore del hotel-casinò
- James Fargal: guardiano del molo del cotone
- Metts: capo della polizia di Palm Springs
- Marie Dubuinet: cameriera di Henriette
- Paulette Benito: amante di Aymes
- Luis Daredo: amico di Paulette
- Rudy Benito: marito di Paulette
- Eugenio Madrales: medico di Rudy Benito

## Edizioni
- Peter Cheyney, È arrivato Lemmy Caution, traduzione di Stanis La Bruna, Il Giallo Mondadori (n.32), 1947,  p. 206.